# Gianluigi Trovesi

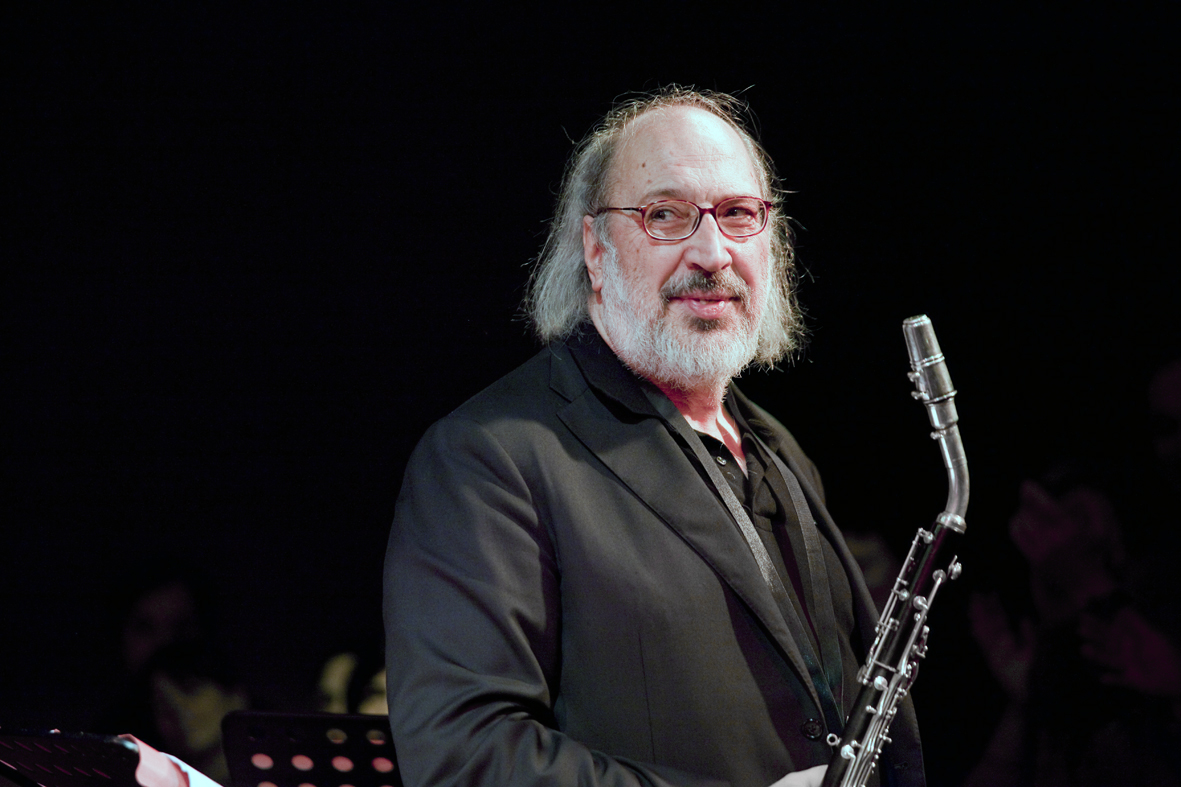
Gianluigi Trovesi (2010)

Gianluigi Trovesi (* 10. Januar 1944 in Nembro, Provinz Bergamo) ist ein italienischer Jazzmusiker (Saxophon und Klarinette).

## Leben und Wirken
Gianluigi Trovesi zählt zu den bekannten italienischen Jazzmusikern der Gegenwart. Trovesi steht mit seiner Musik für einen folkloristisch eingefärbten, europäischen Jazz, der sich auf das klassische Erbe ebenso bezieht wie die vielfältige europäische Volksmusik.
Trovesi war schon in seiner Kindheit und Jugend Mitglied eines Kirchenchores sowie eines Chores, der die Tradition des italienischen Volksliedes pflegte (Canti di Montagna: Gebirgslieder). Er spielte früh Klarinette und trat mit einem Trio bei Tanzveranstaltungen auf.
Nach dem Schulbesuch studierte er am Musikkonservatorium Bergamo Komposition, Kontrapunkt und Klarinette (Abschluss 1966). Im Anschluss an das Studium wirkte Trovesi bei Aufführungen klassischer Musik mit und arbeitete in Tanz- und Jazzbands. Zeitweise unterrichtete er Musik. Von 1977 an war er Mitglied des Giorgio Gaslini Quintetts, begründete parallel ein eigenes Jazztrio, das Volksmusik und Jazz miteinander verband. 1978 gewann er in den Sparten Saxophon und Klarinette den ersten Preis des nationalen italienischen Musikwettbewerbs und wurde Mitglied der Rundfunk Big Band in Mailand.
In der Folgezeit kamen erste Schallplattenaufnahmen zustande, und er unternahm erste Tourneen, in Deutschland z. B. mit Manfred Schoof, Peter Kowald und Gunter „Baby“ Sommer. Trovesi war in den 1970ern beeinflusst von den aktuellen Strömungen des Free Jazz. Eine Einladung zum „Klarinetten-Gipfel“ von Joachim Ernst Berendt macht ihn weit über Italien hinaus bekannt. In diese Zeit fällt Trovesis Rückbesinnung auf seine klassische Ausbildung und den reichen Schatz der italienischen Kunst- und Volksmusik, die er ebenso wie musikalische Strömungen des 20. Jahrhunderts in sein Schaffen als Jazz-Musiker integriert. Trovesi spielte weiterhin in der Mailänder Rundfunk Big Band, erhielt allerdings darüber hinaus zahlreiche Einladungen zu Konzerten und Festivalauftritten in Europa, unterrichtete vorübergehend an der Musikhochschule Stockholm und wirkte in der Europäischen Rundfunk Big Band mit.
Anfang der 1980er Jahre gewann er mehrfach Jazzwettbewerbe und Auszeichnungen für seine Plattenaufnahmen. Er trat mit Musikern der europäischen Jazzszene auf wie Albert Mangelsdorff, Michel Portal, Enrico Rava, Louis Sclavis und Keith Tippett, zunehmend auch mit Improvisatoren wie Anthony Braxton, Misha Mengelberg, Steve Lacy, Han Bennink, Mark Dresser, Tony Oxley, Horace Tapscott, Evan Parker und Kenny Wheeler. 1991 wird er Mitglied des „Italian Instabile Orchestra“.
1993 wurde Mailands Rundfunk Big Band aufgelöst und Trovesi konzentrierte sich vollständig auf seine eigene Kompositions- und Musikerpraxis. Schließlich gründete er ein eigenes Oktett, das mit seiner ersten Einspielung (CD „From G to G“, 1992) den italienischen Jazzpreis gewinnt (beste CD des Jahres). 1993 wird die Band als bestes italienisches Jazzensemble ausgezeichnet. In der renommierten amerikanischen Jazzzeitschrift Down Beat erhält die CD fünf Sterne und dank dieser breiten Resonanz gewinnt Trovesi internationale Anerkennung. Spätestens seit dem Album Les Hommes Armés (1997) ist das „Gianluigi Trovesi Oktett“ bekannt für seine enorme Virtuosität, Improvisationskunst und die gekonnte Verschmelzung von Jazz, Volks- und ernster Musik der Vergangenheit wie der Gegenwart.
Weiterhin arbeitete er in den 1990er Jahren in einem Duo mit dem Akkordeonisten Gianni Coscia, genannt Radici, das auch im Folgejahrzehnt Alben vorlegte, und in einem Trio mit Patrick Vaillant und Riccardo Tesi. 1998 erschien sein atemberaubendes Around Small Fairy Tales auf dem Label Soul Note. Im Folgejahr setzte er seine faszinierende Reihe von Veröffentlichungen mit Round About a Midsummer's Dream (im Nonett) und in 2003 mit Fugace (im Oktett) fort. 2012 spielte er als Gast mit dem Ensemble FisFüz auf Papillons. Anschließend arbeitete er mit dem Trio der israelischen Pianistin Anat Fort für das Album Birdwatching und mit Annette Mayes Vinograd Express zusammen. 2018 veröffentlichte er Mediterraneamente, entstanden im Quintett mit dem Gitarristen Paolo Manzolini, dem Bassisten Marco Esposito, dem Schlagzeuger Vittorio Marinoni und dem Percussionisten Fulvio Maras. 2019 erschien das Album La misteriosa musica della Regina Loana, auf das er zusammen mit Gianni Coscia Musik einspielte, die wie eine Art Requiem an dessen 2016 verstorbenen Freund Umberto Eco und seinem Roman Die geheimnisvolle Flamme der Königin Loana erinnerte.

## Diskographie (Auswahl)
- 1979: Clarinet Summit: You Better Fly Away, mit John Carter, Perry Robinson, Theo Jörgensmann
- 1985: Dances, Gianluigi Trovesi Trio
- 1989: Les boîtes à musique, Gianluigi Trovesi Trio
- 1992: From G to G, Gianluigi Trovesi Oktett
- 1996: Les Hommes Armés, Gianluigi Trovesi Oktett
- 1988: Around Small Fairy Tales, Gianluigi Trovesi mit dem Kammerorchester „Enea Salmeggia“
- 1999: Round about a Midsummer’s Dream (Nonett mit u. a. Jean-Louis Matinier, Renaud Garcia-Fons und Carlo Rizzo)
- 2000: Gianluigi Trovesi/Gianni Coscia: In cerca di cibo
- 2001: Dedalo, Gianluigi Trovesi, WDR Big Band Köln und Markus Stockhausen – Jahrespreis der deutschen Schallplattenkritik
- 2003: Fugace, Gianluigi Trovesi Oktett
- 2006: Vaghissimo Ritratto, mit Umberto Petrin (piano) und Fulvio Maras (percussion, electronics), ECM
- 2011: Gianluigi Trovesi/Gianni Coscia: Frere Jacques - Round about Offenbach
- 2019: Gianluigi Trovesi/Gianni Coscia: La misteriosa musica della Regina Loana
- 2023: Gianluigi Trovesi / Stefano Montanari: Stravaganze Consonanti[1]

## Auszeichnungen (Auswahl)
- 1978 Italienischer Musikpreis für Saxophon und Klarinette
- 1983 Radio Uno Jazz Preis (RAI, Staatliche Italienische Rundfunkanstalt)
- 2000 Bester Musiker des Jahres, Italien
- 2001 Offizier des Verdienstordens der Italienischen Republik
- 2006 Komtur des Verdienstordens der Italienischen Republik

## Filmografie
- Il cortile della musica (The Music Court), (2010)